# Я женился на убийце с топором
«Я женился на убийце с топором» (англ. So i Married an Axe Murderer) — комедия 1993 года режиссёра Томаса Шламме. Фильм не был хорошо воспринят критиками, собрав в мировом прокате всего 11 000 000 долларов с бюджетом 20 000 000 долларов.

## Сюжет
Чарли МакКензи (Майк Майерс) — поэт, проживающий в Сан-Франциско. После разрыва с девушкой, он встречает Гариетту Майклс (Нэнси Трэвис). Через некоторое время после знакомства, Чарли начинает подозревать, что Гариетта — убийца, хладнокровно убивающая всех своих мужей сразу после свадьбы…
Чарли узнаёт, что она раньше жила в Атлантик-Сити, и встречалась с инструктором по русским боевым искусствам, по ночам она кричит во сне о человеке по имени Ральф. Однажды ночью, остановившись у неё, Чарли встречает эксцентричную сестру Гариетт — Роуз которая предупреждает Чарли, чтобы он был осторожен. Он приглашает Гариетту на ужин, чтобы познакомить её со своими родителями — Стюартом и Мэй. Во время ужина, Чарли замечает заметку в газете, которую читают его родители, в ней рассказывается история о «миссис Х», невесте, которая убивает всех своих мужей в медовый месяц, при помощи топора, о невесте, подозрительно напоминающей Гариетт…
Чарли в панике просит Тони расследовать историю Гариетты и миссис Х. Тони рассказывает, что все мужья миссис Х, как и сообщалось, пропали без вести вместе со своими женами, заверяя, что Гариетта вряд ли окажется убийцей. Чарли в замешательстве, он проводит с девушкой ещё нескольких свиданий и решает расстаться с ней.
Спустя некоторое время Тони сообщает, что убийца в истории миссис Х был найден, и признал вину. С облегчением, Чарли извиняется перед Гариеттой, они снова вместе.
Вскоре Чарли делает Гариетт предложение руки и сердца, немного поколебавшись, она неохотно соглашается. После свадебной церемонии они отправляются в уединённый отель в горах. Вскоре после их отъезда, Тони узнает, что признанный убийца на самом деле — лжец и подставное лицо. Он посылает фотографию Гариетты известным партнёрам погибших людей, и все сообщают, что это — та самая женщина, жена их пропавших друзей.
Тони пытается предупредить друга, но не может дозвониться в отель и заказывает самолёт. Как только он приземляется, он снова пытается позвонить Чарли, но телефонная линия отеля отключена, а питание потеряно.
Чарли, подозревая неладное, старается держаться подальше от Гариетт, но персонал отеля вынуждает его проследовать в номер для новобрачных. Чарли оказывается один и обнаруживает письмо адресованное «Дорогой Джейн», якобы написанное им, объясняющее его отсутствие Гариетте. Внезапно появляется Роуз с топором, она говорит Чарли, что он не должен был найти письмо, и называет себя убийцей — миссис Х — она чувствует, что мужья Гариетт забирают у неё сестру, и поэтому она убивает их всех, заставляя Гариетту поверить, что каждый следующий муж просто бросал её.
Тони ведёт полицию в отель, и арестовывает Гариетту, будучи уверенным, что убийца — она. Роуз же, в это время, загоняет Чарли на крышу отеля, она бросает топор в мужчину и прыгает с крыши, но Чарли успевает поймать её, и удерживает, пока не приходит Тони. Роуз арестовывают и увозят, а Чарли и Гариетта начинают счастливую совместную жизнь.

## В ролях
- Майк Майерс — Чарли МакКензи; Стюарт МакКензи
- Нэнси Трэвис — Гариетта Майклс
- Энтони Лапалья — Тони Джардино
- Аманда Пламмер — Роуз Майклс
- Майкл Ричардс — бесчувственный человек
- Бренда Фрикер — Мэй МакКензи
- Мэтт Доэрти — Уильям «Хид» МакКензи
- Чарльз Гродин — водитель
- Фил Хартман — Джон «Вики» Джонсон
- Деби Мазар — Сьюзен, подруга Тони
- Стивен Райт — пилот
- Джесси Нельсон — Ральф
- Алан Аркин — капитан Тони
- Грег Германн — консьерж

## Производство
Действие фильма происходит в Сан-Франциско, штат Калифорния, в съёмках были задействованы многие достопримечательности, включая мост Золотые Ворота, Дворец изящных искусств и Алькатрас. Одна сцена на Алькатрасе была снята в блоке «А», области, которая всё ещё находится в своём первоначальном состоянии с 1912 года и закрыта для публики.
Ресторан, в котором герои Майерса и Трэвис встречаются с Лапалией и Деби Мазар, — это Fog City Diner.
Сцена, где Чарли расстается с Гариеттой, была снята на площади Аламо, на фоне которой виден город.
Заключительные сцены снимались в предгорьях Восточного Окленда. Дополнительные спецэффекты создавали иллюзию, что локация была уединённым местом среди гор. Внешний вид кафе Roads, где Майерс читает свою поэтическую пьесу, — это бар «Везувио», на проспекте Колумба. Создатели фильма выбрали Сан-Франциско в качестве места для съёмок, потому что это было идеальное место для жизни поэта, такого как Чарли.
Майерс сказал, что его привлекает «…поэтичная культура кофе, с её одеждой, музыкой и всей её чувствительностью … люди не ходят в бары так часто. Они, как правило, выходят на улицу и пьют кофе».

## Саундтрек

### Трэк-лист
1. Boo Radleys — «There She Goes» 2:18
2. Toad the Wet Sprocket — «Brother» 4:04
3. Soul Asylum — «The Break» 2:46
4. Chris Whitley — «Starve To Death» 3:14
5. Big Audio Dynamite II — «Rush» 3:55
6. Mike Myers — «This Poem Sucks» 2:04
7. Ned’s Atomic Dustbin — «Saturday Night» 3:08
8. The Darling Buds — «Long Day In The Universe» 4:08
9. The Spin Doctors — «Two Princes» 4:15
10. Suede — «My Insatiable One» 2:57
11. Sun-60 — «Maybe Baby» 3:43
12. The La’s — «There She Goes» 2:42

### Другая музыка в фильме
- The Bay City Rollers — «Saturday Night»
- Ron Gonnelia — «A Touch of Gaelic»
- Rod Stewart — «Da Ya Think I’m Sexy» (песня Майка Майерса)
- Nancy Travis — «Only You»

## Критика
Фильм был принят неоднозначно. На сайте Rotten Tomatoes он имеет рейтинг 56 %, основываясь на 36 рецензиях критиков, со средней оценкой 5,5 из 10.
Роджер Эберт в своём обзоре для Chicago Sun-Times назвал картину «посредственным кино, в котором застрял хороший фильм». Он оценил его в две с половиной звезды из четырёх.
Питер Трэверс из журнала Rolling Stone высказался так: «Жонглирование весельем, романтикой и смертью требует ловкости рук — подумайте о проблеме Хичкока с Гарри. Топор — тупой инструмент».
Рецензент Entertainment Weekly присудил фильму «C-» и сказал: «Каким-то извращенным образом, эта картина, кажется, просит нас посмеяться над тем, как это не смешно».
В своем обзоре для «Вашингтон пост» Хэл Хинсон неоднозначно отреагировал на работу Майерса, написав: «Всё, что он делает, очаровательно лёгкое и одноразовое, и ему практически невозможно сопротивляться. И, в конце концов, его персонаж так близок ему. Вы можете уйти, чувствуя себя немного обманутым, как будто вы совсем не видели сам фильм». Однако в обзоре Джанет Маслин в «Нью-Йорк Таймс» говорится, что фильм стал «приятным сюрпризом, который, возможно, был ни чем иным, как переходным этапом в карьере мистера Майерса к чему-то лучшему, что даст ему шанс раскрыться ещё больше».
В своей рецензии для «Хроники Сан-Франциско» Эдуард Гудмен сказал про фильм: «Это, в лучшем случае, пустяк, но он полон хорошего настроения и настолько богат талантливыми актёрами, которые замечательно справляются со своей работой, что его недостатки, как правило, забываются».